# Tour Total
La Tour Total (anteriormente conocida como Torre Elf de 1985 a 1999, y Tour Total-Fina-Elf de 1999 a 2003. En francés Tour Total) es un edificio de oficinas localizado en La Défense, Courbevoie, Francia. Es tras la torre First el edificio más alto de este distrito financiero adyacente a la ciudad de París. El edificio es ahora la sede de TotalEnergies, una de las seis mayores compañías petroleras del mundo.

## Diseño y construcción
Se finalizó y abrió en 1985. Es el tercer rascacielos más alto en La Défense y el cuarto del área de París. Tiene unas altura de 190 m de; 187 m de altura hasta la terraza y tres más de la antena. El solar en el que el Tour total fue construido inicialmente se reservó para un rascacielos que habría sido una torre gemela a Tour Areva, pero la crisis del petróleo de 1973 obligó a los inversores a cancelar su proyecto.
Tour Total es uno de los rascacielos de tercera generación de La Défense. Los arquitectos tuvieron en cuenta los fallos arquitectónicos de las torres de las generaciones anteriores (como los de Torre Areva, Torre Gan, Torre AXA). Por ejemplo, el edificio Total es mucho más eficiente en términos de consumo de energía que los anteriores rascacielos de La Défense.
Tour Total realidad se compone de cinco cuerpos de diferentes alturas que se superponen a los demás. El más alto de esos módulos cuenta con 48 pisos, los dos siguientes tienen 44 y 37 pisos respectivamente.